# Vasile Mănuceanu
Vasile Mănuceanu (n. 2 octombrie 1928, Ploiești, județul Prahova – d. 13 iunie 1992, München) a fost un prozator român.

## Biografie
Născut la 2 octombrie 1928, la Ploiești, după o copilărie funestă, rămânând orfan de ambii părinți în perioada adolescenței, biografia sa prinde consistență după 1950, când începe studii de filosofie la Universitatea din București și concomitent devine redactor la Scînteia pionierului. Din 1960 este angajat la Radiodifuziunea Română, la secția de scenarii pentru copii și tineret, fapt ce-i va oferi șansa se să lanseze într-o prolifică și dezinvoltă carieră publicistică dedicată exclusiv acestui grup de cititori, abordând preponderent genul romanului de aventuri istorice. Fără a se delimita de rigorile ideologice, în prima sa etapă literară, publică în presa școlarească sau în volume povestiri pentru copii ce respectau congruent canoanele epocii, dar când menghina dogmatică a fost slabită, a virat spre un ludic narativ, vizibil exprimat în volumele dedicate celor apărute consecutiv după 1965 – Arca lui Nae, Împăratul Nimeni sau Motanul vrăjitor, care subliniau capacitățile sale reale de scriitor dedicat copiilor, dar poate dezvăluite, totuși, prea târziu. 
Vasile Mănuceanu a dezvoltat tematica istorică și în țesătura scenariilor de benzi desenate, un album BD, printre primele din perioada comunistă, apărând în 1970 la nou-înființata editură Ion Creangă, ilustrat de Gheorghe Marinescu, ulterior scenariile sale fiind publicate în revista Cutezătorii, de unde a fost extras și serialul Columnă între milenii, ilustrat de Vintilă și Viorica Mihăescu, publicat în album separat sub patronajul lui Dodo Niță (colecția Argonaut, 2014, 26 pagini). 
De la începutul anilor ’80, deși fără să fi avut semne premergătorii de dizidență fățișă, emigrează în Germania Federală, unde deja se afla fiica sa, devenind colaborator al postului Radio Europa Liberă, documentând emisiuni diverse, cele mai cunoscute fiind Cartea pe unde și Tribuna satelor. A decedat în 1992, la München.

## Opera

### Romane de aventuri pentru tineret
- Capcana (Editura Albatros, colecția Cutezătorii, 1971)
- Jungherul de argint (Editura Militară, 1973)
- Logofătul Dragu (Editura Albatros, colecția Cutezătorii, 1975)
- Perla diavolului (Editura Militară, 1976)
- Gorganul (Editura Albatros, colecția Cutezătorii, 1980)

### Povesti pentru copii si tineret
- Palatul primăverii (Editura Tineretului 1960) apărută și în limba germană (Frühlingpalast, București 1961)
- Jurnal de bord (Editura Tineretului 1963)
- Alarmă la Colțul Viu (Editura Politică 1964)
- Anul întâi (Editura Tineretului 1965)
- Prin fereastră zarea-albastră (Editura  Tineretului 1966)
- Arca lui Nae (Editura Tineretului 1968)
- Statuile lui Benjamin, Colecția Povestiri Științifico – Fantastice nr.372 (Editura Știință și Tehnică 1970)
- Împăratul nimeni (Editura Ion Creangă 1972)
- Motanul vrăjitor (Editura Ion Creangă 1973)
- Efectivul rămâne complet (Colecția Teatru școlar, Editura CCES 1973)
- My Book of Animal Stories (Editura Ion Creangă, București & Murrays Children’s Books, London 1975)
- Izvorul pajurei (Editura Ion Creangă 1978)
- Uliu Papă-Lapte, ce-ai visat azi-noapte? (Editura Ion Creangă 1980)
- Șapte vaci slabe - Articole citite la microfonul postului de radio Europa Libera (1982-1983), (Editura Nord 1984)
- Strania Pelicania (München 1993) (postum)

### Benzi desenate
- Comoara lui Dromichete (editura Ion Creangă, 1970) Scenariul de Vasile Mănuceanu. Desenele de Gheorghe Marinescu.
- Columnă în milenii (revista Cutezătorii, 1976) Scenariul de Vasile Mănuceanu, adaptare după Titus Popovici. Desenele de Vintilă & Viorica Mihăescu
- Din Zori de istorie (revista Cutezătorii și Jobarat, 1978) Scenariul de Vasile Mănuceanu. Desenele de Albin Stănescu. Bandă completă: 9 planșe.
- Neînfrânții (revista Cutezătorii, 1978) Scenariul de Vasile Mănuceanu. Desenele de Albin și Claudia Stănescu.